# Strukturbilanz
Eine Strukturbilanz wird von Analysten genutzt, um Bilanzen von Unternehmen vergleichbar und besser analysierbar zu machen.

## Grundlage
Eine Handelsbilanz wird zu einer Strukturbilanz aufbereitet. Die Aufbereitung bedeutet, dass die Aktivseite in Anlage- und Umlaufvermögen, die Passivseite in Eigen- und Fremdkapital gegliedert wird. Für die Aufbereitung existieren Grundsätze, aber keine allgemein verbindlichen Regeln.
Die Strukturbilanz ermöglicht Analysten das Erkennen von Deckungsverhältnissen. Weiterhin erleichtert es die Darstellung von Entwicklungen im Vergleich zu Vorperioden.
Die notwendigen Aufbereitungsmaßnahmen gliedern sich in:
- Umgliederung, Bilanzposten werden zu anderen Posten verrechnet
  - Umgruppierung; hier werden bestehende Bilanzpositionen anderen Bilanzpositionen zugeordnet und sozusagen „verschoben“. Die Bilanzsumme verändert sich dabei nicht.
  - Neubildung; hier werden bestehende Bilanzpositionen einer neu zu bildenden Position zugeordnet. Die Bilanzsumme verändert sich dabei nicht.
  - Aufspaltung; hier werden bestehende Posten getrennt und in unterschiedliche Bilanzpositionen umgegliedert. Die Bilanzsumme verändert sich dabei nicht.
  - Saldierung; eine bestehende Bilanzposition (z. B. eine Aktivaposition) wird mit einer Bilanzposition der anderen Bilanzseite (z. B. einer Passivaposition) verrechnet. Dadurch verringert sich die Bilanzsumme.
  - Erweiterung; ist die Gegenrechnung der Saldierung. Eine bisher verrechnete Position wird nun einzeln gezeigt. Dadurch erhöht sich die Bilanzsumme
- Umbewertung; hierbei werden Posten anders bewertet, wodurch es zu Bilanzsummenänderungen kommt.

## Beispiele für Aufbereitungsmaßnahmen

### Umgliederung
- der Geschäfts- oder Firmenwert wird mit dem Eigenkapital verrechnet
- (nicht eingeforderte) ausstehende Einlagen werden mit dem Eigenkapital verrechnet, (eingeforderte) werden in die Forderungen umgegliedert
- Aktive latente Steuern werden mit dem Eigenkapital verrechnet (unsichere Werthaltigkeit, da abhängig von zukünftigen steuerlichen Gewinnen)
- Aktive Rechnungsabgrenzungsposten werden in das Umlaufvermögen eingerechnet
- der Ausschüttungsbetrag (z. B. Dividende) wird zum kurzfristigen Fremdkapital gerechnet

usw. 
Beispiel:
Bilanzanalytisches Eigenkapital
Gez. Kapital
– ausstehende Einlagen
+ Kapitalrücklage
+ Gewinnrücklage (ges., satzungsm., andere)
– aktivierte Aufwendungen für Ingangsetzung und Erweiterung
– aktivierter Geschäfts- oder Firmenwert
– aktive latente Steuern
– Disagio
+ Eigenkapitalanteil des Sonderposten m. RL-Anteil (50 %)/ ab 2008 30 % Steueranteil
– Verlust/ + Gewinn nach Ausschüttung
= bilanzanalytisches Eigenkapital

### Umbewertung
- nicht eingeforderte Einlagen auf das gezeichnete Kapital werden gegen das Eigenkapital verrechnet
- eingeforderte Einlagen werden
  - nicht verrechnet, wenn der Anteilseigner solvent ist
  - werden verrechnet, wenn der Anteilseigner nicht solvent ist